# Сановка
Сановка — село в Шиловском районе Рязанской области в составе Желудевского сельского поселения.

## Географическое положение
Село Сановка расположено на Окско-Донской равнине у истока речки Крутки в 11 км к югу от пгт Шилово. Расстояние от села до районного центра Шилово по автодороге — 14 км.
Село Сановка находится вблизи поймы реки Пары в 1 км от ее левого берега. К востоку от села располагаются несколько урочищ (Сановская Вырубка, Лес Ендава), озер (Сановское, Святое) и протекает небольшая речка Лунце. Ближайшие населенный пункты — деревня Авдотьинка, села Сасыкино и Поляки (Путятинский район).

## Население
По данным переписи населения 2010 г. в селе Сановка постоянно проживают 138 чел. (в 1992 г. — 251 чел.).

## Происхождение названия
Село Сановка было основано переселенцами из села Санского Спасского уезда Рязанской губернии, которые назвали новый населенный пункт в честь родного села. Вначале употреблялось несколько названий: Санская, Санские Выселки, Сановка. В дальнейшем утвердилось последнее из них.

## История
Современное село Сановка состоит из двух слившихся между собой населенных пунктов — собственно села Сановка и близлежащей деревни Петровка. Деревня Петровка была основана одним из местных помещиков в 1810 г., как выселки крестьян из села Летники Сапожковского уезда, и получила свое наименование по имени владельца. Населяли ее крепостные крестьяне. А ок. 1840 г., согласно «Сборнику статистических сведений по Рязанской губернии» (1890), южнее Петровки возникло поселение государственных крестьян — деревня Сановка, основанная как выселки из села Санское Спасского уезда Рязанской губернии.
Отмена крепостного права в 1861 г. не привела к уравнению положения местных крестьян: жители Петровки еще долго оставались временнообязанными и страдали от малоземелья, а Сановка отличалась зажиточностью и богатством. В 1869 г. в Сановке на средства местных крестьян был построен деревянный Вознесенский храм с приделами во имя святителя Николая Чудотворца и Введения Пресвятой Богородицы во храм, и деревня стала селом. А в 1875 г. здесь была открыта церковно-приходская школа.
К 1891 г., по данным И. В. Добролюбова, в селе Сановка насчитывалось 85 дворов; в состав прихода сельской Вознесенской церкви входили также близлежащие деревни Святозерск (27 дворов), Петровка (69 дворов), и Поляки (159 дворов). Всего в приходе проживало 1207 душ мужского, и 1300 душ женского пола, в том числе 78 чел. раскольников. Грамотных числилось не более 240 чел. обоего пола.
К началу XX в. оба населенных пункта (Сановка и Петровка) так разрослись, что граница между ними исчезла. Посторонним, проезжавшим по дороге на Шилово или Сапожок, вообще было трудно различить, где кончается село Сановка и начинается деревня Петровка (оба населенных пункта расположены вдоль дороги). В результате еще в 1970-е гг. было принято решение объединить оба поселения в одно — так появилось современное село Сановка.

## Социальная инфраструктура
В села Сановка Шиловского района Рязанской области имеется фельдшерско-акушерский пункт (ФАП).

## Транспорт
Основные грузо- и пассажироперевозки осуществляются автомобильным транспортом. Через село проходит автомобильная дорога регионального значения Р125: «Ряжск — Касимов — Нижний Новгород».

## Достопримечательности
- Озеро Святое.
- Храм Вознесения Господня — Вознесенская церковь. Построен в 1869 г. Руинирован, сохранились основной объем храма и трапезная без купола и колокольни.[6]
- Памятник односельчанам, погибшим в Великой Отечественной войне 1941—1945 гг.

## Известные уроженцы
Полозков Иван Васильевич (1916+1944 гг.) — капитан, командир стрелковой роты 113-го стрелкового полка, Герой Советского Союза. Род. в деревне Петровка.